# Premi de la Llibertat John Humphrey
El Premi de la Llibertat John Humphrey era atorgat anualment pel grup de drets humans canadenc, Rights & Democracy, a una organització o individu de qualsevol país o regió del món per assoliments excepcionals en la promoció dels drets humans i desenvolupament democràtic. Va ser establert el 1992 i deixà d'atorgar-se en 2011.
El premi consistia en una subvenció de 25.000 dòlars canadencs, així com un recorregut de xerrades per les ciutats canadenques per ajudar a augmentar la consciència del treball dels drets humans del receptor.
Va ser nomenat en honor de John Peters Humphrey, un professor canadenc legislació de drets humans que va preparar el primer esborrany de la Declaració Universal dels Drets Humans.

## Guanyadors
- 2011 - Ales Michalevic, Belarús
- 2010 - PROVEA (El Programa Venezolano de Educacion-Accion en Derechos Humanos), Veneçuela
- 2009 - La'Onf, la xarxa iraquiana de la no violència, Iraq
- 2008 - Zimbabwe Lawyers for Human Rights, Zimbàbue
- 2007 - Akbar Ganji, Iran
- 2006 - Su Su Nway, Myanmar
- 2005 - Yan Christian Warinussy, Papua Occidental, Indonèsia
- 2004 - Godeliève Mukasarasi, Ruanda
- 2003 - Kimy Pernía Domicó, Colòmbia i Angélica Mendoza de Ascarza, Perú
- 2002 - Ayesha Imam, Nigèria
- 2001 - Dr. Sima Samar, Afganistan
- 2000 - Reverend Timothy Njoya, Kenya
- 1999 – Cynthia Maung i Min Ko Naing, Myanmar
- 1998 – Palden Gyatso, Tibet
- 1997 – pare Javier Giraldo, Colòmbia
- 1996 – Sultana Kamal, Bangladesh
- 1995 – Bisbe Carlos Filipe Ximenes Belo, Timor Oriental
- 1994 – Campaign for Democracy, Nigèria i Organització Egípcia pels Drets Humans, Egipte
- 1993 – La Plate-forme des organismes haïtiens de défense des droits humains, Haití
- 1992 – Instituto de Defensa Legal, Perú